# Cerkev sv. Duha in sv. Ignacija Lojolskega, Heidelberg
Jezuitska cerkev (pravo ime: Župnijska cerkev Svetega Duha in sv. Ignacija, nem.:  Pfarrkirche Heiliger Geist und St. Ignatius) je, poleg Cerkve Svetega Duha, ki je največja in najpomembnejša cerkev v Heidelbergu, ter arhitekturno pomembna zgradba v starem delu mesta v bližini Univerzitetnega trga (Universitätsplatzes). Cerkev je bila zgrajena med letoma 1712-1759 v baročnem slogu in ima neobaročni stolp dodan v letih 1868-1872. Cerkev, ki ni kot običajno obrnjena proti vzhodu, ampak na jugu, je "izjemna in tudi nenavadna gradnja«. 
Vezan na cerkev je muzej cerkvene umetnosti in liturgije z zakladnico. V njem med drugim hranijo figure svetnikov, kelihe in monštrance in oblačila iz preteklih stoletjih.

## Zgodovina

### Jezuiti v Heidelbergu
Jezuiti so prišli v meto leta 1622, v času tridesetletne vojne, po zmagi Tillyja nad protestantsko unijo in ob okupaciji v Heidelberga s strani bavarskih čet. Vendar pa je bil to obdobje kmalu končano. V letu 1698, po spremembi dinastij reformirane linije Pfalz- Simmen s katoliško linijo Pfalz-Neuburg, Palatinsko Wittelsbach, in imenovanju volilnega kneza Johanna Wilhelma, je po kratkem intermezu v 1680-tih, Družba Jezusova prišla nazaj v Heidelberg. To bi moralo igrati pomembno vlogo v rekatolizaciji volilnih knezov v protestantskem Pfalškem. Na začetku sta bila v Heidelbergu samo 2 očeta in 1 brat. V razcvetu reda se je število povečalo na skoraj 100 jezuitov. V glavnem so bili dejavni na univerzi, v učiteljskem poklicu in pastorali. Na trenutke je imel red na univerzi sedem profesorjev.
Temeljni kamen za gradnjo kolegija je bil položen leta 1703. Gradnja velike štiristranske stavbe z dvoriščem je bila leta 1712 le delno zaključena, ko so začeli z gradnjo cerkve. Južno krilo, porušeno v 19. stoletju, je bilo končano šele leta 1732. Heidelberški jezuitski kolegij je zamrl z razpustitvijo jezuitskega reda leta 1773. Od takrat naprej sta od velike stavbe ostali le dve krili, ki sta se uporabljali za več namenov. Do leta 1793 so imeli tukaj  stalno prebivališče Lazaristi. Po tem je stavba nekaj časa služila kot vojašnica. Pozneje je bila prodana in je bila v zasebni rabi. Potem je bila v njej prva gimnazija, nato visoka šola. Trenutno je v stavbi anglistični inštitut Univerze in župnišče Cerkve sv. Duha. Del stavbe se uporablja kot zasebni bivalni prostor.

### Zgodovina cerkve
Od začetka je bila cerkev načrtovana kot jezuitski kolegij, kot je razvidno iz odobrenega načrta iz leta 1703.  Leta 1711 se je začelo s pripravami za gradnjo cerkve, ko je bil načrt poslan v potrditev v Rim. Temeljni kamen za cerkev je bil položen 19. aprila 1712 za rojstni dan volilnega kneza Johanna Wilhelma. 18. junija 1712 je prispelo iz Rima soglasje, ki ga je podpisal generalni Superior Michelangelo Tamburini.
Pod vodstvom Johanna Adama Breuniga je bil najprej zgrajen kor in nato začeta glavna ladja. Model za to stavbo je bila takrat nova jezuitska  cerkev svetega Martina v Bambergu. Po smrti volilnega kneza Johanna Wilhelma leta 1717, so gradbena dela zastala. Glavni razlog za to je bil, da je volilni knez Karl Filip, naslednik Johanna Wilhelma, svoje stalno prebivališče preselil v Mannheim in se raje posvetil gradnji lokalne jezuitske cerkve. Že končani deli cerkve so bili zaprti z zidom, tako da bi jih lahko uporabili kot kapelo. Šele leta 1749 se je začela pod vodstvom arhitekta Franza Wilhelma Rabaliattija dokončanje cerkve, ki je trajala do leta 1759.
Po ukinitvi jezuitskega reda leta 1773 je bila cerkev dana Lazaristom, nato pa za posvetne namene, tudi kot prostor za shranjevanje. V letih 1793 - 1797 je bila Jezuitska cerkev uporabljena kot bolnišnica za ranjence prve koalicijske vojne. Tudi v prvi polovici napoleonskih vojn, skupno do 1808, je cerkev služila kot bolnišnica. Od 1. novembra 1809 je katoliška župnija Svetega Duha, od velikega vojvode Karla Fridrika iz Badna, prejela jezuitsko cerkev kot župnijsko cerkev, saj je kor cerkve Svetega Duha postal premajhen za katoliško skupnost. Dejansko so po odpravi številnih obstoječih samostanov v času sekularizacije, delovali samo v koru cerkve Svetega Duha. Zahtevek Univerze v Heidelbergu, da pusti jezuitsko cerkev kot mesto za univerzitetno knjižnico, je zavrnil veliki vojvoda. Katoliška skupnost je prinesla baročno notranjost v kor Svetega Duha - prižnico, ki je bila prilagojena za okrogle stebre cerkve Svetega Duha in zato jo v jezuitski cerkvi ni bilo mogoče uporabiti - kar nakazuje, da od prvotnega pohištva ni bilo nič pridobljeno.
Od 1868-1872 je bil zgrajen stolp cerkve. Med prenovo 1872-1874 jo je Innennaum zelo preoblikoval. Med drugim je bil peščenjak izpostavljen na stebrih, strop pobarvan temno in baročne pohištvo zavrženo. Od baročnega oltarja je ostal lesen šotor z Binkoštnim čudežem. Predzadnja prenova cerkve je potekala med letoma 1953-1954, ko je bila cerkev znotraj osvetljena. Cerkev je bila nazadnje obnovljena v obdobju 2001-2004. Tu je bil preurejeno območje oltarja. Cerkev dobila nove klopi in novo zasteklitev.

## Opis in arhitektura
Jezuitska cerkev, zgrajena v baročnem slogu, je triladijska stebriščna dvorana, kar je bila v času gradnje cerkve relativno staromoden tip stavbe.  Cerkev je zgrajena iz lokalnega peščenjaka. Glavna ladja je sestavljena iz petih obokov, območje kora iz dveh obokov. Vhodni obok je skrajšan in je opremljen z emporo. Peti obok je daljši od drugih in daje iluzijo prečne ladje. Stebrišče s kvadratnimi stebri se spogleduje s pilastri, ki imajo tudi kvadratno obliko in so povezani s kratkimi stenskimi zavihki na stranskih stenah. Obstajajo tudi močni pilastri na stebru. Stranski ladji sta odprti proti koru skozi stene. Sta opazno ožji in nekoliko nižji od glavne ladje. Nad glavno in stranskima ladjama so križno rebrasti oboki.
Pomembna je glavna fasada na severni strani, veličastna fasada, ki gleda na trg Richard Hauser. Predstavlja superpozicije dveh redov redke vrste v Nemčiji, spominja na tip rimske fasade na cerkvi jezuitskega reda, Il Gesù v Rimu. Fasada je razdeljena na tri vertikalne osi. Srednji del, ki je še posebej visok,  je zaključen s trikotnim pedimentom. V osrednji niši v zgornjem delu je lik Odrešenika, Jezusa Kristusa. Bočne niše zgoraj na stranskih portalih vključujejo skulpture ustanovitelja Ignacija Lojolskega in jezuitskega misijonarja Francisa Xavierja. Na straneh so alegorizirane krščanske kreposti ljubezen in upanje. Na zatrepnem vrhu, ki je nad strehami mesta viden od daleč, je centralno v zmagoslavni pozi osrednja vrlina. 
Notranjost cerkve je bela. Samo na kapitelih stebrov je delno zeleno in pozlačeno. V notranjosti so trije poslikani oltarji. Na glavnem oltarju je predstavljen čudež binkošti, poleg sta oltarja Marijinega vnebovzetja in Jožefa kot zavetnika katoliške Cerkve. Oltarne slike segajo v leto 1871. Ustvarila sta jih Andreas Müller in Ferdinand Keller. Oblikovana v 19. stoletju, je marmorna prižnica, iz prav iz tega obdobja izvira velikonočna sveča. Leta 1905 je izdelal kipar Julius Seitz, Pietà v desni stranski ladji. Pred kratkim je bila urejena grobnica z grobovi predstojnikov jezuitskega kolegija in nagrobnimi tablami več pastorjev župnije Svetega Duha in dekanov v Heidelbergu ter prelata in kanonika Richarda Hauserja. V kripti od časa do časa potekajo obredi.
Na enem stebru v ladji opozarja napis v latinščini, da so v jezuitski cerkvi našli ostanke volilnega kneza Friderika Siegreichena.

## Orgle
V prenovi notranjosti 2001 - 2004 so bile opuščene Steinmeyerjeve orgle iz let 1953-1955 in so zdaj v zasebnem orglarskem muzeju. Nove, ki jih je zgradila firma Kuhn, so bile odprte za binkošti 2009. Imajo 60 registrov, 3 manuale in pedal. Imajo precej moderen videz.
Leta 2014 so bile zgrajene korne orgle v desni stranski ladji. Prav tako jih je zgradila firma Kuhn. Koncept temelji na delavniški knjigi družine Wiegleb, graditeljev orgel.